# Кантональний музей археології та історії
Кантональний музей археології та історії (фр. Le Musée cantonal d'archéologie et d'histoire de Lausanne) — це  музей Швейцарії, розташований у місті Лозанна і присвячений археології та історії кантону Во.  

## Історія
Музей був створений у 1852 р. та переїхав у 1906 р. до Румінського палацу, як тільки будівництво останнього було завершено. Після декількох оновлень музей повністю переробив з 1987 року свої постійні експозиційні зали, які були поступово відкриті між 1997 та 2000 рр. . Ці постійні виставки розділені між залою "Фредерік Тройон", присвяченою первісній історії, та залою "Альберт Нееф", експонати якої стосуються історії кантону Во за залізну добу та у сучасну епоху.
Музей також регулярно пропонує тимчасові виставки, де представлені конкретні  колекції, мало відомі або які не мають місця в постійній експозиції, а також останні відкриття. Вхід до музею безкоштовний.

## Колекції
Кантональний музей археології та історії має понад 100000 предметів у своїх колекціях. Ці об'єкти охоплюють усі історичні періоди, починаючи від прадавніх стоянок людей поблизу  Женевського озера, Невшательського озера та озера Муртен, і закінчуючи Середньовіччям.
Музей також пропонує кілька навчальних заходів для школярів, серед яких виготовлення наскельних картин, ручне виготовлення хліба або полірування каменю.

## Галерея

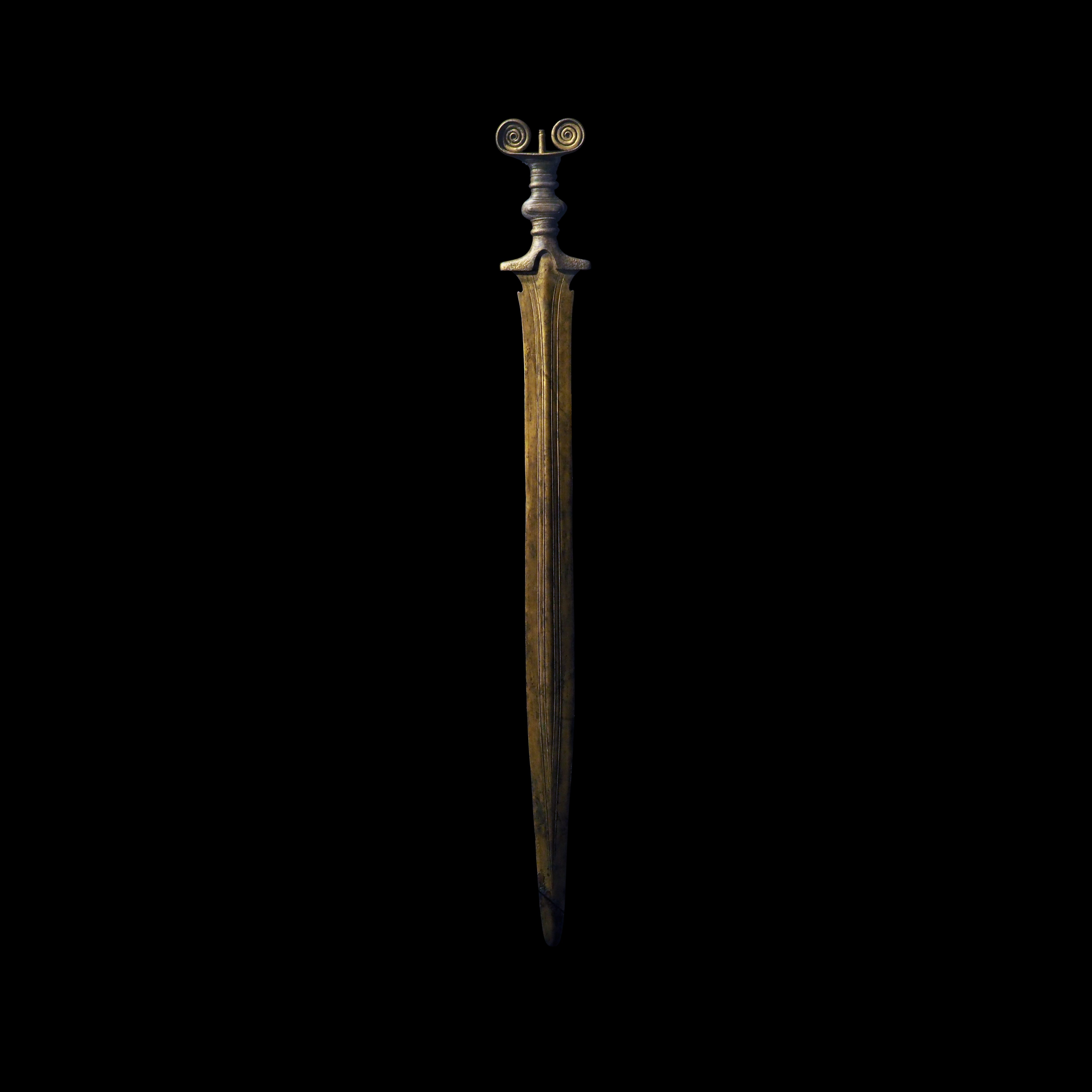
Бронзовий меч з декоративним верхів'ям рукоятки у вигляді антен
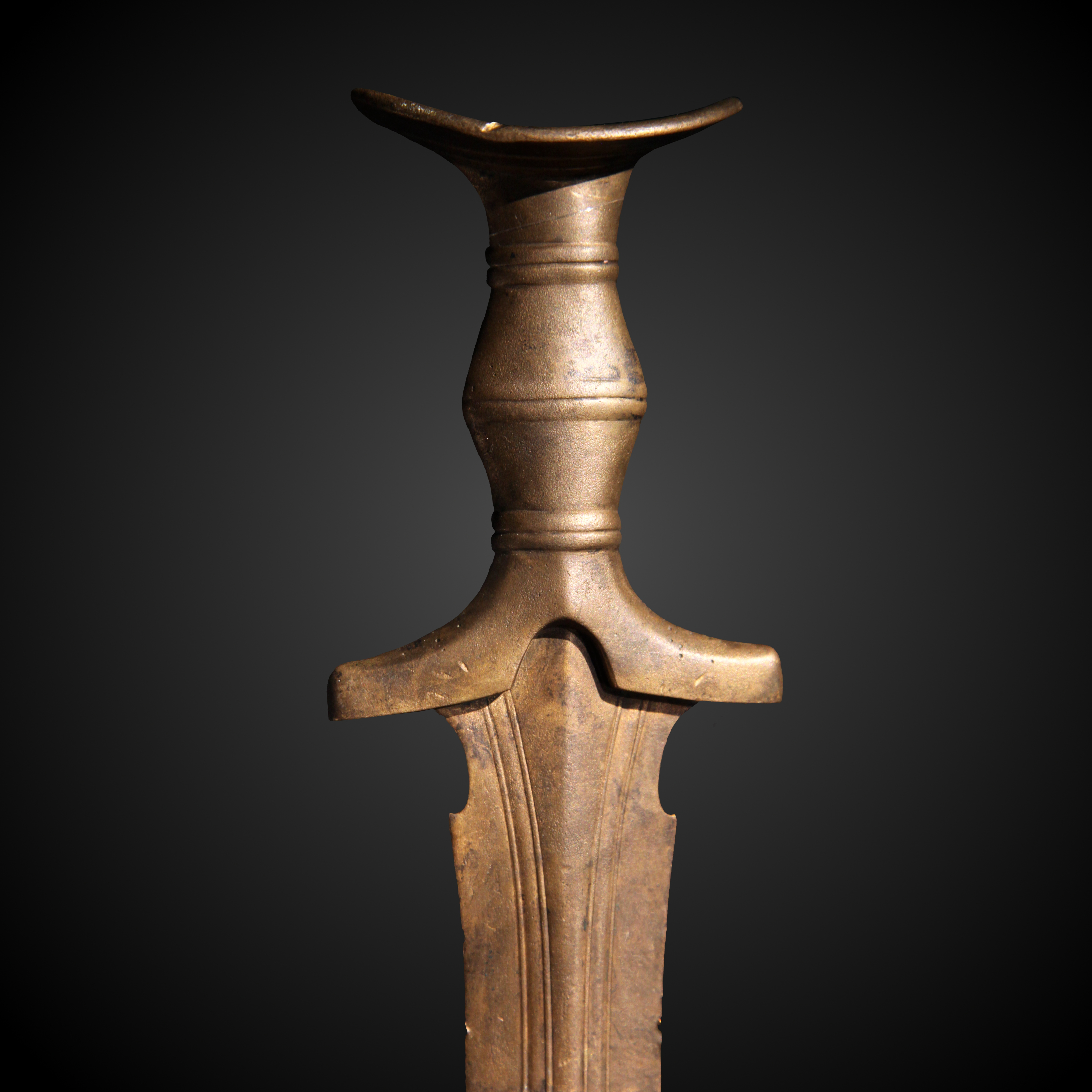
Бронзовий меч з масивною рукояткою
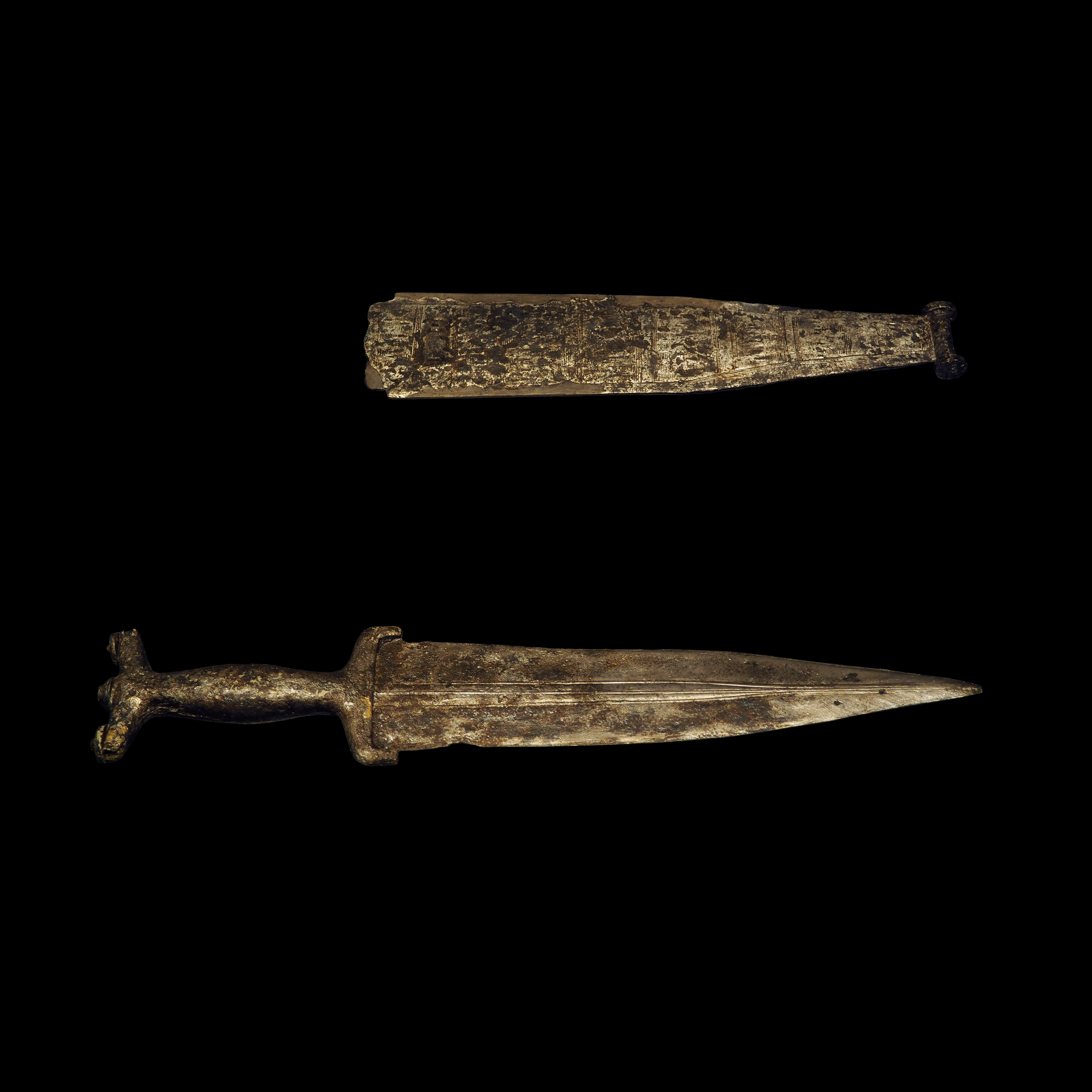
Кинджал бронзової доби з антенами[3] (копія експонату з музею Латеніум в Невшателі)
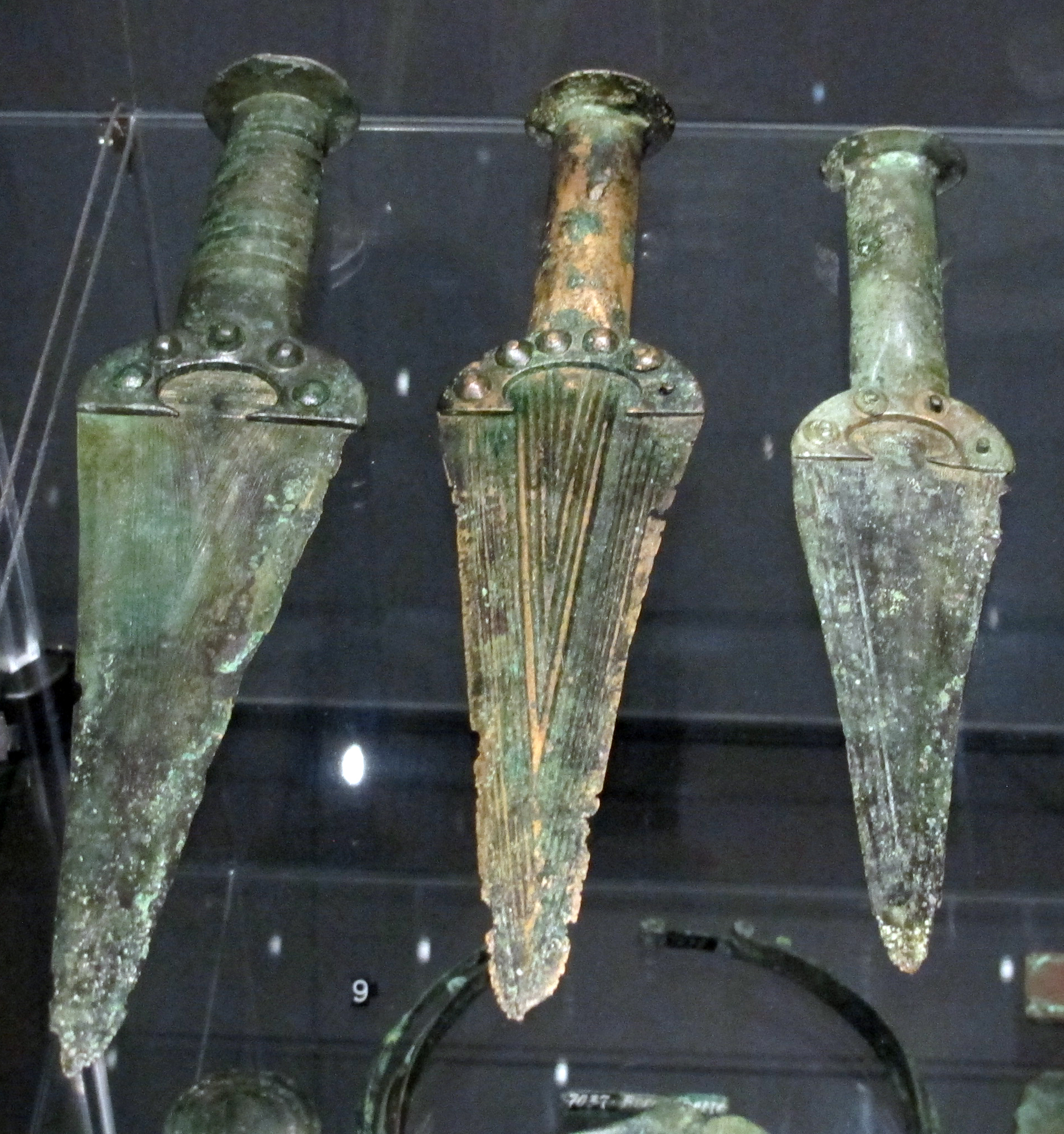
Кинджали бронзової доби